# Whatever People Say I Am, That's What I'm Not
Albums de Arctic Monkeys
Favourite Worst Nightmare
(2007)
Singles
1. I Bet You Look Good on the Dancefloor
Sortie : 17 octobre 2005
2. When the Sun Goes Down
Sortie : 16 janvier 2006

Whatever People Say I Am, That's What I'm Not est le premier album studio du groupe britannique de rock indépendant Arctic Monkeys publié le 23 janvier 2006 sur le label Domino Records. Dès la signature avec la maison de disques, la formation se concentre sur l'enregistrement de son premier opus pendant l'été 2005 et sort un premier single à l'automne, I Bet You Look Good on the Dancefloor, qui s'installe directement en tête des ventes.
Signe annonciateur conforté par la critique musicale qui loue les qualités de l'album, le disque bat des records de ventes sur le sol britannique et rentre dans de nombreux classements internationaux de ventes. Il y obtient d'ailleurs plusieurs certifications, dont un sextuple disque de platine au Royaume-Uni. Logiquement, les trophées de « Meilleur album de l'année » lui sont décernés lors des différentes cérémonies de récompenses musicales et il remporte même le Mercury Music Prize, récompense suprême pour un album britannique. Il est depuis considéré comme étant un album influent de cette décennie.

## Genèse et enregistrement
Après avoir reçu une guitare à Noël en 2001, Alex Turner et Jamie Cook forment Arctic Monkeys avec deux autres élèves de leur école de Sheffield : Andy Nicholson à la basse et Matt Helders à la batterie. Après un premier concert dans un pub de Sheffield le 13 juin 2003, ils commencent à enregistrer des démos pour les distribuer en fin de représentation. Les fans se mettent alors à s'échanger les morceaux sur internet et créent un profil à l'effigie du groupe sur le site MySpace. Celui-ci rencontre rapidement du succès, notamment dans le nord du Royaume-Uni, et attire l'attention des tabloïds britanniques et de la BBC.
Le groupe publie un premier EP, Five Minutes with Arctic Monkeys, composé de seulement deux chansons (Fake Tales of San Francisco et From the Ritz to the Rubble) en mai 2005, disponible au format CD en très faible quantité et en téléchargement sur iTunes. Grâce aux bonnes ventes, plusieurs labels approchent le groupe et la formation de Sheffield signe finalement avec Domino Records pour leur aspect DIY en juin,. Cela leur permet d'obtenir une place sur la Carling Stage — scène réservée aux groupes peu connus — lors du Reading and Leeds Festivals en août, où leur prestation est acclamée par la foule et la presse. La formation joue alors à guichets fermés dans plusieurs salles du Royaume-Uni, dont le London Astoria en octobre. En parallèle, le quatuor enregistre son premier album studio de juin à septembre aux Chapel Studios, dans le Lincolnshire, avec Jim Abbiss à la production.

## Parution et réception

### Sortie et succès commercial
Arctic Monkeys publie son premier single sur le label Domino Records, I Bet You Look Good on the Dancefloor, le 17 octobre 2005. Celui-ci rentre directement à la première place du classement des ventes britanniques, devant Sugababes et Robbie Williams. Le deuxième, When the Sun Goes Down, suit également la même trajectoire mi-janvier 2006 avec près de 40 000 exemplaires vendus la première semaine. La maison de disques s'apercevant d'une « très forte demande » pour Whatever People Say I Am, That's What I'm Not, elle avance d'une semaine la sortie de celui-ci du 30 au 23 janvier 2006.
Avec 118 501 exemplaires vendus dès le premier jour, soit l'équivalent de tout le top 20 réuni, et 363 735 exemplaires à sa première semaine, alors que janvier n'est pas une période propice aux bonnes ventes et que des versions pirates circulaient déjà avant la sortie, le disque devient l'album le plus rapidement vendu au Royaume-Uni, dépassant largement le précédent record détenu par Hear'Say (en) et les 306 631 copies de Popstars. Whatever People Say I Am, That's What I'm Not est publié un mois plus tard aux États-Unis, entrant à la 24e place du Billboard 200, avec plus de 34 000 exemplaires vendus la première semaine, devenant ainsi le deuxième premier album de rock indépendant vendu le plus vite. Logiquement, il se place en tête du classement américain des disques indépendants, faisant de même en Australie et en Irlande. Il prend la 17e place en France.
Grâce à ses bonnes ventes, il est certifié six fois disque de platine au Royaume-Uni, soit plus d'1,8 million d'exemplaires vendus. Il est aussi disque de platine en Australie, et disque d'or aux États-Unis, au Canada, au Danemark, au Japon et en Nouvelle-Zélande.

### Classements et certifications
| Classement musical                 | Meilleure position |
| ---------------------------------- | ------------------ |
| Allemagne (Media Control AG)       | 20                 |
| Australie (ARIA)                   | 1                  |
| Autriche (Ö3 Austria Top 40)       | 23                 |
| Belgique (Wallonie Ultratop)       | 22                 |
| Belgique (Flandre Ultratop)        | 9                  |
| Canada (Canadian Albums)           | 46                 |
| Danemark (Tracklisten)             | 6                  |
| Espagne (Promusicae)               | 38                 |
| États-Unis (Billboard 200)         | 24                 |
| États-Unis (US Independant Albums) | 1                  |
| Finlande (Suomen virallinen lista) | 8                  |
| France (SNEP)                      | 17                 |
| Irlande (IRMA)                     | 1                  |
| Italie (FIMI)                      | 40                 |
| Japon (Oricon)                     | 9                  |
| Nouvelle-Zélande (RIANZ)           | 5                  |
| Pays-Bas (Mega Album Top 100)      | 8                  |
| Portugal (AFP)                     | 29                 |
| Royaume-Uni (UK Albums Chart)      | 1                  |
| Suède (Sverigetopplistan)          | 26                 |
| Suisse (Schweizer Hitparade)       | 16                 |

| Pays                     | Ventes     | Certifications |
| ------------------------ | ---------- | -------------- |
| Australie (ARIA)         | 70 000+    | Platine        |
| Canada (Music Canada)    | 50 000+    | Or             |
| Danemark (IFPI Danemark) | 20 000+    | Or             |
| États-Unis (RIAA)        | 500 000 +  | Or             |
| Japon (RIAJ)             | 100 000+   | Or             |
| Nouvelle-Zélande (RMNZ)  | 7 500+     | Or             |
| Royaume-Uni (BPI)        | 1 800 000+ | 6 × Platine    |

### Accueil critique
Whatever People Say I Am, That's What I'm Not est applaudi par la critique à sa sortie, obtenant un score de 82/100 sur Metacritic basé sur trente-trois avis collectés. Stephen Thomas Erlewine, d'AllMusic, évoque « une sonorité qui vous rend encore plus vivant que si vous jouiez vos chansons avec votre propre groupe ». De même, en le nommant « Album du mois » de mars 2006, Uncut décrit « le frisson qu'il procure comme comparable à ceux qu'on a eu en grandissant avec The Specials, The Smiths et Parklife ». Pour le Guardian, « l'ombre d'Oasis rôde autour des Arctic Monkeys, [...] néanmoins, ils semblent être irrésistibles et en ont l'ambition ». Le magazine Mojo parle aussi d'« énorme sensation, l'éclosion évidente d'un nouveau grand talent », avis que partage le Q magazine : « ce n'est pas parfait, mais quoi qu'on en dise... ce frisson, on ne l'a qu'avec les groupes qui marquent une époque ». Le NME n'y voit « aucune déception », tandis que Sputnikmusic évoque « un disque à caractère et à recommander », espérant qu'« Arctic Monkeys ne perde pas sa marque de fabrique avec l'arrivée de la maturité ».
Rolling Stone qualifie l'album de « furie croissante de riffs vivifiants et de paroles tranchantes du début à la fin ». PopMatters nuance légèrement, évoquant le fait qu'Arctic Monkeys « n'est pas le premier groupe à produire ce type de musique. Mais c'est le premier à le faire ainsi, à écrire des chansons de pop rock de moins de trois minutes à la fois intelligentes et sans prétention ». The A.V. Club est plus sévère, parlant de « son qui semble avoir été assemblé à partir de morceaux provenant de groupes à l'esprit rétro tels que The Strokes et Franz Ferdinand, la volonté et le sens de l'histoire en moins ». Pitchfork est tout aussi réservé, le décrivant comme « charmant et terriblement affectueux, mais qui ne changera pas le cours de notre vie ». Robert Christgau considère également que « seuls les esthètes pourront apprécier le chant tout en nuances de Turner et les arrangements tordus de ses acolytes ».

### Récompenses
Les excellentes ventes et l'avis très favorable de la part des critiques permettent à l'album de remporter de nombreux prix, dont le plus prestigieux est le Mercury Music Prize en 2006. Il est également élu « Album de l'année » par plusieurs magazines spécialisés (le Q le Time, Hot Press et le Crossbeat) ou de cérémonies de récompenses musicales (Brit Awards 2007 et Meteor Music Awards 2007).
Il figure depuis parmi plusieurs classements tels que celui des 500 plus grands albums de tous les temps, établi par le Rolling Stone et où il occupe la 371e place. Ce même magazine le place aussi en 41e position des « 100 meilleurs albums des années 2000 ». Le NME en fait, pour sa part, le 5e meilleur album britannique et le 19e meilleur album de tous les temps. Il apparaît également dans Rock'n'Roll : la discothèque idéale 2 : 101 disques à écouter avant la fin du monde de Philippe Manœuvre.

## Caractéristiques techniques

### Thèmes et compositions

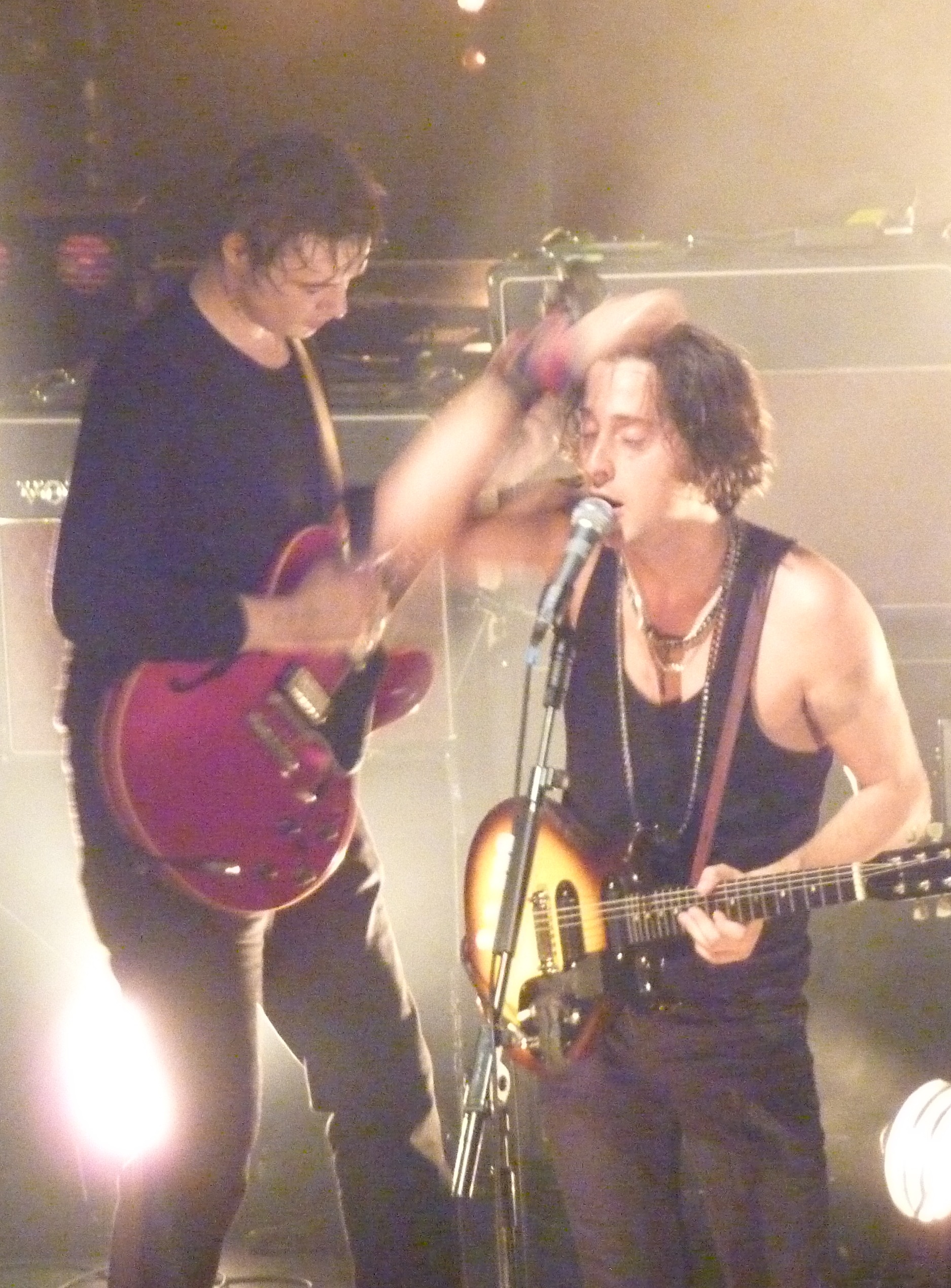
En plus de s'en inspirer musicalement, Arctic Monkeys prend la place des Libertines au sommet de la hiérarchie des groupes britanniques du moment.

Les paroles de Whatever People Say I Am, That's What I'm Not sont principalement axées sur la vie des jeunes hommes du Nord de l'Angleterre confrontés à l'alcool, alors qu'ils sont encore mineurs, et aux rencontres qu'ils font dans les boîtes de nuit. Ces récits sont parfois complétés par de tristes contes imaginés autour de la prostitution et de l'industrie de la musique,. Ces histoires traitant du quotidien rappellent celles proposée par les Specials, les Smiths, Pulp ou les Streets à leur époque. Les chansons peuvent d'ailleurs s'adresser à toutes les personnes de moins de trente ans puisqu'elles concernent autant le timide romantique désespéré de trouver l'âme sœur, que le gars qui ramène une fille chez lui tous les soirs sans avoir pris le temps de faire sa connaissance,. Il semble même difficile de ne pas s'y reconnaître tant elles pourraient être arrivées à n'importe qui : rentrer chez soi après une grosse soirée ou encore se voir refuser l'entrée d'un club par les videurs.
Musicalement, le son de ce premier album d'Arctic Monkeys est décrit par certains critiques musicaux comme celui de la musique des cinq dernières années, soit un mélange des riffs des Strokes et du punk néoclassique des Libertines, auquel on aurait ajouté le côté dansant de Franz Ferdinand,. Le son de la première période d'Oasis est également évoqué. Pour d'autres, il est considéré comme un disque présentant les qualités des grands classiques rock britanniques : la britannicité des Kinks, la mélodie des Beatles, la raillerie des Sex Pistols, la sagesse des Smiths, le groove des Stone Roses, les hymnes d'Oasis et le fracas des Libertines. Plus généralement, la musique de Whatever People Say I Am, That's What I'm Not est brute et énergique, rythmée par des riffs brefs et hargneux, alors que les textes sont prolixes.

### Pochette
Le titre de l'album provient du livre Samedi soir, dimanche matin d'Alan Sillitoe. Turner explique que les deux œuvres partagent des points communs et que beaucoup de monde parle d'eux sans qu'ils puissent tout contrôler. Ceci l'amène à penser que le choix de ce titre convient bien au disque. L'artwork est un portrait de Chris McClure, frère du leader de Reverend and the Makers et ami du groupe, prise au bar Korova de Liverpool un matin et sur lequel il fume. Le National Health Service a fermement condamné la pochette, estimant que celle-ci laisser entendre « que l'idée de fumer était inoffensif ». Le manager d'Arctic Monkeys a ensuite expliqué que c'était justement tout le contraire : « on voit clairement sur l'image que fumer ne le montre pas sous son meilleur jour ».

## Fiche technique

### Liste des chansons
| No  | Titre                                                                        | Durée |
| --- | ---------------------------------------------------------------------------- | ----- |
| 1.  | The View From The Afternoon                                                  | 3:38  |
| 2.  | I Bet You Look Good On The Dancefloor                                        | 2:53  |
| 3.  | Fake Tales of San Francisco                                                  | 2:57  |
| 4.  | Dancing Shoes                                                                | 2:21  |
| 5.  | You Probably Couldn't See For The Lights But You Were Looking Straight At Me | 2:10  |
| 6.  | Still Take You Home                                                          | 2:53  |
| 7.  | Riot Van                                                                     | 2:14  |
| 8.  | Red Light Indicates Doors Are Secured                                        | 2:23  |
| 9.  | Mardy Bum                                                                    | 2:55  |
| 10. | Perhaps Vampires Is A Bit Strong But...                                      | 4:28  |
| 11. | When The Sun Goes Down                                                       | 3:20  |
| 12. | From The Ritz To The Rubble                                                  | 3:13  |
| 13. | A Certain Romance                                                            | 5:33  |

| - Alex Turner : chant, guitare, orgue électronique sur Riot Van, tambourin sur Perhaps Vampires Is A Bit Strong But... - Jamie Cook : guitare, chœurs - Andy Nicholson : basse, chœurs - Matt Helders : batterie, chœurs | - Jim Abbiss : production, mixage sur Mardy Bum - Alan Smyth : production sur Mardy Bum - Simon « Barny » Barnicott : mixage - Owen Skinner : assistant mixage - Andreas Bayr, Ewan Davies, Henry : ingénieurs du son - Juno Liverpool : design et illustrations - Andy Brown, Alexandra Wolkowicz : photographie |

### Ouvrage
1. ↑  Philippe Manœuvre, La Discothèque rock idéale 2, Albin Michel, 2011 (ISBN 978-2-226-20807-1 et 2-226-20807-0), p. 222

### Articles de presse
1. ↑  (en) Alastair McKay, « Record labels: The Domino effect », The Independent,‎ 2 février 2006 (lire en ligne)
2. 1 2  (en) « Arctic Monkeys: Whatever People Say I Am, That's What I'm Not », Mojo,‎ mars 2006, p. 102
3. 1 2  (en) « Arctic Monkeys: Whatever People Say I Am, That's What I'm Not », Q,‎ mars 2006, p. 102
4. 1 2  (en) « Album of the Month », Uncut,‎ mars 2006, p. 86
5. ↑  (en) « 10 Best Albums », Time,‎ 17 décembre 2006 (lire en ligne)

### Autres sources
1. ↑  (en) Martin Siberok, « Brits go bananas », sur hour.ca (consulté le 10 mars 2014)
2. ↑  (en) « Insiders' guide to Arctic Monkeys », sur BBC (consulté le 10 mars 2014)
3. ↑  (en) David Park, « Arctic Monkeys - Aren't Fooling Around », sur prefixmag.com (consulté le 10 mars 2014)
4. ↑  (en) « Profil des Arctic Monkeys », sur dominorecordco.com (consulté le 10 mars 2014)
5. ↑  (en) Matt Dyson, « Berkshire - festivals - Review: Arctic Monkeys », sur BBC (consulté le 10 mars 2014)
6. ↑  (en) Alexia Loundras, « Arctic Monkeys, Astoria, London », sur The Independent (consulté le 2 août 2008)
7. 1 2  (en) « ARCTIC MONKEYS - Artist - Official Charts », sur The Official Charts Company (consulté le 10 mars 2014)
8. ↑  (en) « Arctic Monkeys album rush released », sur NME (consulté le 10 mars 2014)
9. ↑  (en) Alex Kumi, « Arctic Monkeys make UK chart history », sur The Guardian (consulté le 10 mars 2014)
10. ↑  (en) « Arctic Monkeys eye record debut », sur BBC (consulté le 10 mars 2014)
11. ↑  (en) « Arctic Monkeys crack the US Top 30 », sur NME (consulté le 10 mars 2014)
12. 1 2  (en) « Arctic Monkeys - Chart history », sur billboard.com (consulté le 10 mars 2014)
13. 1 2  (en) Australian-charts.com – Arctic Monkeys – Whatever People Say I Am, That's What I'm Not. ARIA Top 50 album. Hung Medien.
14. 1 2  (en) GfK Chart-Track. Irish Albums Chart. Irish Recorded Music Association.
15. 1 2  Lescharts.com – Arctic Monkeys – Whatever People Say I Am, That's What I'm Not. SNEP. Hung Medien.
16. 1 2  (en) « Certified Awards », sur bpi.co.uk (consulté le 10 mars 2014)
17. 1 2  (en) « ARIA Charts - Accreditations - 2009 Albums », sur aria.com.au (consulté le 10 mars 2014)
18. 1 2  (en) « Searchable Database - Arctic Monkeys », RIAA (consulté le 13 septembre 2017)
19. 1 2  (en) « Gold Platinum Database », sur musiccanada.com (consulté le 10 mars 2014)
20. 1 2  (da) « Certificeringer marts - maj 2010 », sur ifpi.dk (consulté le 10 mars 2014)
21. 1 2  (ja) « 一般社団法人 日本レコード協会｜各種統計 », sur riaj.or.jp (consulté le 10 mars 2014)
22. 1 2  (en) « NZ Top 40 Albums Chart », sur nztop40.co.nz (consulté le 10 mars 2014)
23. ↑  (de) Charts.de – Arctic Monkeys – Whatever People Say I Am, That's What I'm Not. GfK Entertainment. PhonoNet GmbH.
24. ↑  (de) Austriancharts.at – Arctic Monkeys – Whatever People Say I Am, That's What I'm Not. Ö3 Austria Top 40. Hung Medien.
25. ↑  Ultratop.be – Arctic Monkeys – Whatever People Say I Am, That's What I'm Not. Ultratop 200 albums. Ultratop et Hung Medien / hitparade.ch.
26. ↑  (nl) Ultratop.be – Arctic Monkeys – Whatever People Say I Am, That's What I'm Not. Ultratop 200 albums. Ultratop et Hung Medien / hitparade.ch.
27. ↑  (en) Arctic Monkeys - Chart history – Billboard. Canadian Albums Chart. Prometheus Global Media.
28. ↑  (da) Danishcharts.com – Arctic Monkeys – Whatever People Say I Am, That's What I'm Not. Tracklisten. Hung Medien.
29. ↑  (en) Spanishcharts.com – Arctic Monkeys – Whatever People Say I Am, That's What I'm Not. Top 100 álbumes. Hung Medien.
30. ↑  (en) Arctic Monkeys - Chart history – Billboard. Billboard 200. Prometheus Global Media.
31. ↑  (fi) Finnishcharts.com – Arctic Monkeys – Whatever People Say I Am, That's What I'm Not. Suomen virallinen lista. Hung Medien.
32. ↑  (en) Italiancharts.com – Arctic Monkeys – Whatever People Say I Am, That's What I'm Not. FIMI. Hung Medien.
33. ↑  (en) Charts.org.nz – Arctic Monkeys – Whatever People Say I Am, That's What I'm Not. RIANZ. Hung Medien.
34. ↑  (nl) Dutchcharts.nl – Arctic Monkeys – Whatever People Say I Am, That's What I'm Not. Mega Album Top 100. Hung Medien.
35. ↑  (en) Portuguesecharts.com – Arctic Monkeys – Whatever People Say I Am, That's What I'm Not. AFP. Hung Medien.
36. ↑  (en) Official Albums Chart Top 100. UK Albums Chart. The Official Charts Company.
37. ↑  (en) Swedishcharts.com – Arctic Monkeys – Whatever People Say I Am, That's What I'm Not. Sverigetopplistan. Hung Medien.
38. ↑  (en) Swisscharts.com – Arctic Monkeys – Whatever People Say I Am, That's What I'm Not. Schweizer Hitparade. Hung Medien.
39. 1 2  (en) « Whatever People Say I Am, That's What I'm Not - Arctic Monkeys », sur Metacritic (consulté le 11 mars 2014)
40. 1 2 3 4  (en) Stephen Thomas Erlewine, « Whatever People Say I Am, That's What I'm Not - Arctic Monkeys », sur AllMusic (consulté le 11 mars 2014)
41. 1 2 3 4  (en) Tim Jonze, « Arctic Monkeys: Whatever People Say I Am, That's What I'm Not », sur NME (consulté le 11 mars 2014)
42. 1 2 3 4  (en) Alexis Petridis, « Arctic Monkeys, Whatever People Say I Am, That's What I'm Not », sur The Guardian (consulté le 11 mars 2014)
43. 1 2 3 4  (en) Davey Boy, « Review: Arctic Monkeys - Whatever People Say I Am... », sur Sputnikmusic (consulté le 11 mars 2014)
44. 1 2 3 4  (en) Barry Wlaters, « Whatever People Say I Am, That's What I'm Not - Arctic Monkeys », sur Rolling Stone (consulté le 11 mars 2014)
45. 1 2 3  (en) Noel Murray, « Arctic Monkeys: Whatever People Say I Am, That's What I'm Not », sur avclub.com (consulté le 11 mars 2014)
46. 1 2 3  (en) Scott Plagenhoef, « Arctic Monkeys - Whatever People Say I Am, That's What I'm Not », sur Pitchfork (consulté le 11 mars 2014)
47. 1 2  (en) Stefan Braidwood, « Arctic Monkeys: Whatever People Say I Am, That's What I'm Not », sur PopMatters (consulté le 11 mars 2014)
48. 1 2  (en) « Robert Christgau: CG: Arctic Monkeys », sur robertchristgau.com (consulté le 11 mars 2014)
49. ↑  (en) « Arctic Monkeys win 2006 Mercury Music Prize », sur NME (consulté le 10 mars 2014)
50. ↑  (en) « Q Awards 2006 », sur celebritiesworldwide.com (consulté le 20 mars 2012)
51. ↑  (en) « Hot Press Album of the Year », sur arcticmonkeys.com (consulté le 3 décembre 2013)
52. ↑  (en) « Crossbeat Magazine », sur arcticmonkeys.com (consulté le 3 décembre 2013)
53. ↑  (en) « Brit Awards 2007 », sur brits.co.uk (consulté le 20 mars 2012)
54. ↑  (en) « Meteor Awards », sur arcticmonkeys.com (consulté le 3 décembre 2013)
55. ↑  (en) « 500 Greatest Albums of All Time - Whatever People Say I Am, That's What I'm Not », Rolling Stone (consulté le 11 mars 2013)
56. ↑  (en) « 100 Best Albums of the 2000s: Arctic Monkeys, 'Whatever People Say I Am, That's What I'm Not' », Rolling Stone (consulté le 10 mars 2014)
57. ↑  (en) « NME's best British album of all time revealed », sur NME (consulté le 10 mars 2014)
58. ↑  (en) « The 500 Greatest Albums Of All Time: 100-1 », sur NME (consulté le 10 mars 2014)
59. 1 2  (en) « Arctic Monkeys - A Scummy Man and Mardy Bums: The ultimate Arctic Monkeys Album Guide », sur nme.com (consulté le 11 avril 2014)
60. ↑  (en) « Arctic Monkeys defend album cover », sur news.bbc.co.uk (consulté le 11 avril 2014)